# Vụ ám sát ông Roger Ackroyd
Vụ ám sát ông Roger Ackroyd (tiếng Anh: The Murder of Roger Ackroyd) là một tiểu thuyết hình sự của nhà văn Agatha Christie được hãng William Collins & Sons xuất bản lần đầu tại Anh tháng 6 năm 1926. Tiểu thuyết nói về cuộc điều tra vụ giết ngài Roger Ackroyd của thám tử Hercule Poirot trong thời gian ông nghỉ hưu tại làng King's Abbott ở Anh. Đây được coi là một trong những tác phẩm xuất sắc nhất của Agatha Christie nói riêng và của văn học trinh thám thế kỷ 20 nói chung với nhiều chi tiết và cách xây dựng mang tính cách mạng của thể loại văn học này. Nhân vật Caroline Sheppard trong tiểu thuyết sau này đã được chính Agatha Christie coi là một hình mẫu để bà xây dựng nhân vật Bà Marple.

## Nhân vật
Nạn nhân
- Roger Ackroyd, điền chủ giàu có, người sở hữu của Fernly Park, một trong hai dinh thự lớn nhất ở King's Abbott. Ackroyd là người hào phóng trong các hoạt động quyên góp nhưng lại tính toán rất chi li trong những chi tiêu hàng ngày của gia đình.

Nghi phạm
- Cecil Ackroyd, em dâu của Ackroyd. Sau khi chồng qua đời, bà Cecil cùng con gái đến sống nhờ tại dinh thự của Fernly Park, bà là người ưa kể lể dài dòng và thiếu vẻ gần gũi với những người xung quanh.
- Flora Ackroyd, con gái của Cecil Ackroyd. Flora là một thiếu nữ xinh đẹp và có tính cách mạnh mẽ, cô được ông Roger nhắm cho con trai riêng của vợ ông là đại úy Ralph Paton.
- Ralph Paton, con trai riêng của người vợ đã quá cố của ông Ackroyd. Ralph là một thanh niên đẹp trai, dễ mến tuy nhiên lại luôn cư xử bồng bột và thường xuyên rơi vào tình trạng thiếu tiền phải nhờ đến sự hỗ trợ của ông cha dượng. Ralph Paton là người gây ra nhiều nghi ngờ nhất vì viên đại úy biến mất ngay sau khi vụ án xảy ra.
- Hector Blunt, bạn thân của ông Ackroyd. Đại tá Blunt là một người đàn ông trung niên có sở thích săn bắn, ông thường du ngoạn ở châu Phi và rất hiếm khi sống ở Anh. Ông luôn tỏ ra là người bộc trực và thẳng thắn trong quá trình điều tra.
- Geoffrey Raymond, thư ký riêng của ông Ackroyd. Geoffrey là một thanh niên nhanh nhẹn, am hiểu công việc và mọi chuyện trong gia đình nhà Ackroyd.
- Parker, người hầu của ông Ackroyd. Parker là người ít nói, nghiêm túc và tận tụy với công việc. Parker là người đầu tiên bị cảnh sát nghi ngờ trong quá trình điều tra.
- Elizabeth Russell, nữ quản gia của nhà Ackroyd. Russell là nữ quản gia làm việc lâu năm nhất cho ông Ackroyd. Tuy đã có tuổi nhưng bà vẫn là một phụ nữ ưa nhìn. Tuy làm việc tốt và rất quan tâm tới ông Ackroyd nhưng Russell không được Cecil Ackroyd ưa thích, bà bị cho là tìm cách quyến rũ ông Ackroyd góa vợ.
- Ursula Bourne, hầu gái trong nhà Ackroyd. Ursula là một thiếu nữ xinh đẹp và làm việc chăm chỉ, tuy nhiên ngay hôm trước ngày xảy ra vụ án, cô đã xin bỏ việc.
- Charles Kent, người duy nhất ở bên ngoài gia đình Ackroyd bị tình nghi có dính líu đến cái chết của ông Ackroyd. Kent là con trai bí mật của Elizabeth Russell và được bà gửi sang Canada từ lâu trước khi quay trở lại Anh để yêu cầu mẹ cung cấp tiền cho mình thỏa mãn chứng nghiện ma túy.

Nhóm điều tra
- Hercule Poirot, thám tử người Bỉ về nghỉ hưu ở King's Abbott sau khi khám phá nhiều vụ án ở châu Âu. Poirot bất đắc dĩ phải quay lại việc điều tra theo thỉnh cầu của cô Flora Ackroyd.
- James Sheppard, bác sĩ của làng King's Abbott, người cùng với Parker phát hiện ra cái chết của ông Ackroyd. Toàn bộ tiểu thuyết được mô tả qua góc nhìn của viên bác sĩ.
- Caroline Sheppard, chị gái của bác sĩ James Sheppard. Caroline là một phụ nữ tò mò luôn muốn tìm hiểu mọi chuyện xảy ra ở làng King's Abbott. Bà là người giúp đỡ thám tử Poirot rất nhiều trong quá trình điều tra với những thông tin và suy đoán của riêng mình.

## Nội dung
Sau thời gian dài khám phá các vụ án trên khắp châu Âu, thám tử Hercule Poirot trở về nghỉ hưu tại một ngôi làng nhỏ có tên King's Abbott ở miền quê nước Anh. Hàng xóm của ông là hai chị em bác sĩ James và bà Caroline Sheppard. Hai dinh thự lớn nhất trong làng thuộc về ông Roger Ackroyd, một người góa vợ và bà Ferras, một người góa chồng. Các tình tiết của tiểu thuyết bắt đầu diễn ra một ngày sau cái chết của bà Ferras thông qua lời kể của bác sĩ James Sheppard. Sau một bữa tối tại dinh thự Fernly Park của ông Roger Ackroyd, bác sĩ Sheppard trở về nhà thì đột ngột nhận được điện thoại báo tin ông Ackroyd, người vừa nói chuyện với bác sĩ cách đó chưa đầy một tiếng, đã bị giết chết. Mọi chứng cứ thu được tại hiện trường cũng như lời khai của những người liên quan đều cho thấy kẻ khả nghi nhất trong vụ án chính là đại úy Ralph Paton, con trai riêng của người vợ quá cố ông Ackroyd và cũng là bạn thân của bác sĩ James Sheppard.
Chỉ một ngày sau khi vụ án xảy ra, cô Flora Ackroyd quyết định mời thám tử Poirot điều tra vụ án với hy vọng bằng kinh nghiệm lâu năm của mình, viên thám tử sẽ giúp rửa sạch nghi ngờ cho đại úy Paton. Về phần mình, viên thám tử già cũng gợi ý cho bác sĩ James Sheppard làm trợ tá cho ông trong cuộc điều tra, vị trí mà Arthur Hastings đã bỏ lại khi viên đại úy sang Argentina để sống cùng gia đình, theo Poirot thì ông nhận thấy ở James Sheppard nhiều điểm tương đồng với người bạn cũ Hastings như tính ít nói, suy nghĩ bộc trực và luôn ghi chép cẩn thận mọi sự kiện xảy ra. Trong quá trình điều tra, hai người dần dần phát hiện ra nhiều sự thật bất ngờ xung quanh những nghi phạm của vụ án, Paton hóa ra đã làm đám cưới bí mật từ lâu với cô hầu Ursula Bourne, Charles Kent, kẻ lạ mặt mà bác sĩ gặp tối hôm xảy ra vụ án, hóa ra lại là con trai riêng của bà quản gia Russell, còn viên người hầu Parker ít nói, tận tụy, hóa ra lại từng tống tiền người chủ cũ trong nhiều năm. Ở phần kết của vụ án, như thường lệ Poirot cho mời tất cả nghi phạm tới nhà mình để đưa ra những khám phá và lập luận của ông, nhưng ở lần này ông không hề công bố danh tính kẻ thủ ác mà chỉ tuyên bố rằng nếu như người đó không ra đầu thú thì vào ngày hôm sau viên thám tử sẽ cung cấp mọi suy luận của ông cho cảnh sát. Sau buổi họp mặt bác sĩ James Sheppard ở lại với hy vọng sẽ được Poirot nói riêng cho biết sự thật cuối cùng về cái chết của Rger Ackroyd. Bất ngờ người thám tử già đưa ra khẳng định, chính James Sheppard, người thuật lại cho độc giả toàn bộ diễn biến vụ án, người trợ tá đắc lực cho Poirot, mới là kẻ thủ ác. Sheppard đã tống tiền bà Ferras từ lâu vì biết rằng bà đã giết chồng do không thể chịu nổi thói nghiện rượu và côn đồ của ông chồng. Trước khi tự tử, bà Ferras để lại một bức thư cho ông Roger Ackroyd trong đó đề cập đến chuyện bà bị James Sheppard tống tiền. Vì bức thư này mà viên bác sĩ đã giết ông Ackroyd sau đó bố trí cho người bạn thân Paton đi trốn trong một bệnh viện tâm thần để hút mọi sự nghi ngờ về phía người đại úy. Sau khi nói cho James Sheppard biết những suy luận của mình, Poirot để cho kẻ giết người tự định đoạt số phận của mình, Sheppard đã quyết định chọn cách tự sát bằng thuốc ngủ thay vì ra đầu thú.

## Chuyển thể khác
Vụ ám sát ông Roger Ackroyd là một trong những tác phẩm của Agatha Christie được chuyển thể sớm nhất thành tác phẩm sân khấu, vở kịch Alibi. Vở diễn do Michael Morton chuyển thể và được công diễn lần đầu tại nhà hát Prince of Wales Theatre ở Luân Đôn ngày 15 tháng 5 năm 1928. Vở diễn này sau đó tiếp tục được chuyển thể thành phim điện ảnh cùng tên, đây là bộ phim có tiếng đầu tiên về tác phẩm của Agatha Christie được sản xuất, nó được công chiếu lần đầu ngày 28 tháng 4 năm 1931. Vụ ám sát ông Roger Ackroyd sau đó còn được chuyển thể thành kịch truyền thanh vào năm 1939 và phim truyền hình vào năm 1987.